# Commiphora mahafaliensis
Commiphora mahafaliensis là một loài thực vật có hoa trong họ Burseraceae. Loài này được Capuron mô tả khoa học đầu tiên năm 1962.